# Рацепуц
Рацепуц (нем. Ratzeputz) — вид шнапса, крепкий спиртной напиток, популярный в Германии. Содержащийся в нём экстракт корня имбиря благотворно влияет на желудочно-кишечный тракт при употреблении в небольших количествах. В наши дни Рацепуц содержит 58% алкоголя;
Впервые напиток был сварен Петером Вайдманом (нем. Peter Weidmann) в 1877 годe в городе Целле. Напиток весьма популярен в этом регионе и является неотъемлемой частью местных застолий. Но благородный аромат имбиря сделал напиток популярным далеко за пределами Нижней Саксонии. До недавнего времени напиток варился прямо в центре Целле. Благодаря этому центр города был окутан ароматами производства даже в выходные дни.
Рацепуц входит в состав коктейлей, самый известный из них 108er. Своё название он получил благодаря компонентам — Heidegeist (50 градусов) и Ratzeputz (58 градусов).